# Aircraft-Scatter
Aircraft-Scatter ist eine spezielle Form des Überhorizontrichtfunks, bei der die nach oben ausgestrahlten Funkwellen an Flugzeugen zurück zur Erde reflektiert werden. Dadurch sind kurzzeitig und abhängig vom Flugverkehr Reichweiten von bis zu 800 km möglich, welche aufgrund der Erdkrümmung nicht mit Funkverbindungen, die direkte Sichtverbindungen bedingen, realisiert werden können. Die verwendeten Frequenzbereiche gehen von einigen 100 MHz bis zu einigen 10 GHz.
Die gebräuchlichste Anwendung von Airplane-Scatter ist das Primärradar mit räumlich getrennten Sende- und Empfangsanlagen im Bereich des Flugverkehrs und Militärtechnik. 
Weitere Anwendungen liegen im Bereich des Amateurfunks, um mittels Aircraft-Scatter kurze Übertragungen zwischen Amateurfunkstationen zu realisieren. Der Zeitbereich für die Nutzung der Reflexion an Flugzeugen beträgt rund 30 s bis zu einigen wenigen Minuten und hängt unter anderem von der Flughöhe, Flugrichtung und Fluggeschwindigkeit, sowie der Größe der Flugzeuge ab. Dabei werden schmalbandige Sendearten wie Morsetelegrafie (CW), Einseitenbandmodulation (SSB) oder geeignete digitale Modi der Amateurfunk-Software WSJT verwendet. Je nachdem, wie groß der Winkel des Flugzeugs zur Verbindungslinie der beteiligten Stationen ist, wird das Nutzsignal durch den Doppler-Effekt in der Frequenz verschoben. Die stärkste Verschiebung tritt auf, wenn das Flugzeug die Verbindungslinie unter 90° kreuzt.

Empfang von HB9BBD über 323 km in Mainz mit überlagerten Reflexionen durch Aircraft-Scatter
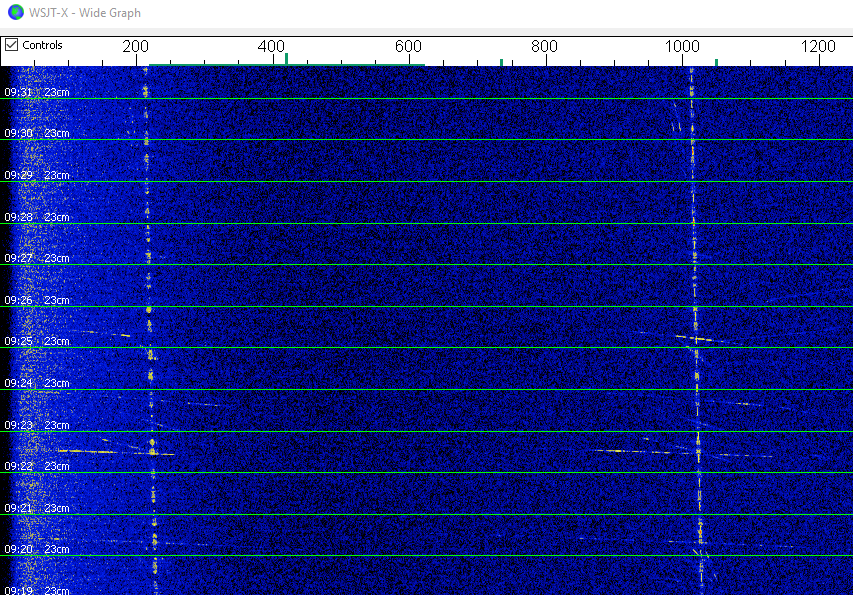
Empfang an einem Ringfeed
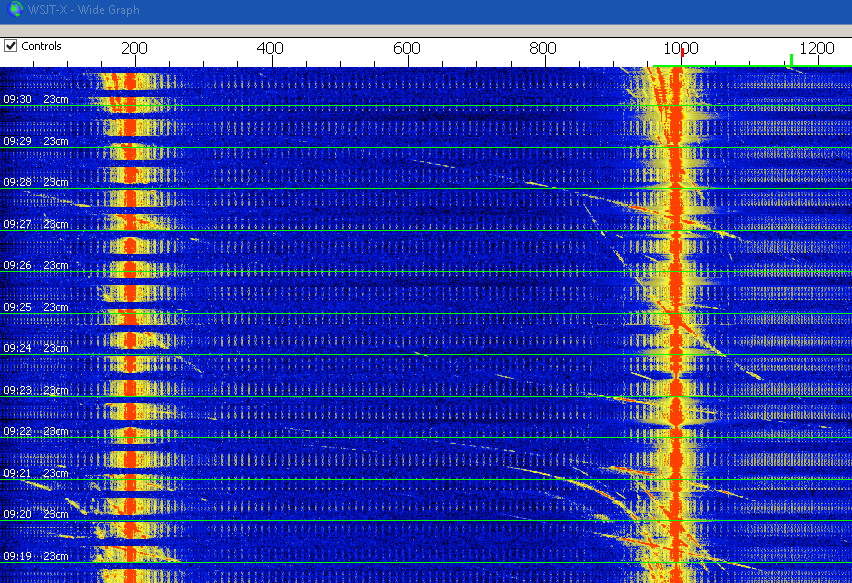
Empfang an einem 3-m-Parabolspiegel

Für Amateurfunk-Verbindungen über Aircraft-Scatter spielt eine „gute“ Lage der beteiligten Stationen eine untergeordnete Rolle, solange beide das für die Reflexionen ursächliche Flugzeug „sehen“ können. Da die Reiseflughöhen üblicher Verkehrsflugzeuge um die 10.000 m betragen, sind auch aus beeinträchtigten Lagen Verbindungen über mehrere einhundert Kilometer möglich.
In der Art der Übertragung verwandt sind Meteorscatter, welche in der Atmosphäre verglühende Meteoroiden als Reflektor für die Funkwellen nutzen.

## Belege
1. ↑  VK7MO und David Smith VK3HZ: Aircraft Scatter on 10 and 24 GHz using JT65c and ISCAT-A. Abgerufen am 19. April 2020.
2. ↑  Aircraft Scatter - QSO Procedure for Airplane Reflections. Abgerufen am 19. April 2020.